# Улица Глеба Успенского (Нижний Новгород)
Улица Гле́ба Успе́нского — улица в Ленинском районе Нижнего Новгорода.

## История
Улица была проложена вместе с началом строительства завода Фельзер. Изначально использовалась как небольшой тракт от заводских цехов до деревни Борзовка. Параллельно ей проходила железнодорожная ветка, соединявшая Московский вокзал с заводом. Линия не сохранилась. В 1936 году улица получила название в честь российского писателя Глеба Ивановича Успенского. В начале 1940-х годов была проложена отнопутная трамвайная линия, соединившая завод «Двигатель Революции» с Московским вокзалом.

## Описание
Улица начинается от пересечения с улицей Новикова-Прибоя, проходит вдоль завода «РУМО» и парка «Дубки» и заканчивается на перекрёстке с улицей Космонавта Комарова, где расположен гаражный кооператив и полк патрульно-постовой службы полиции.

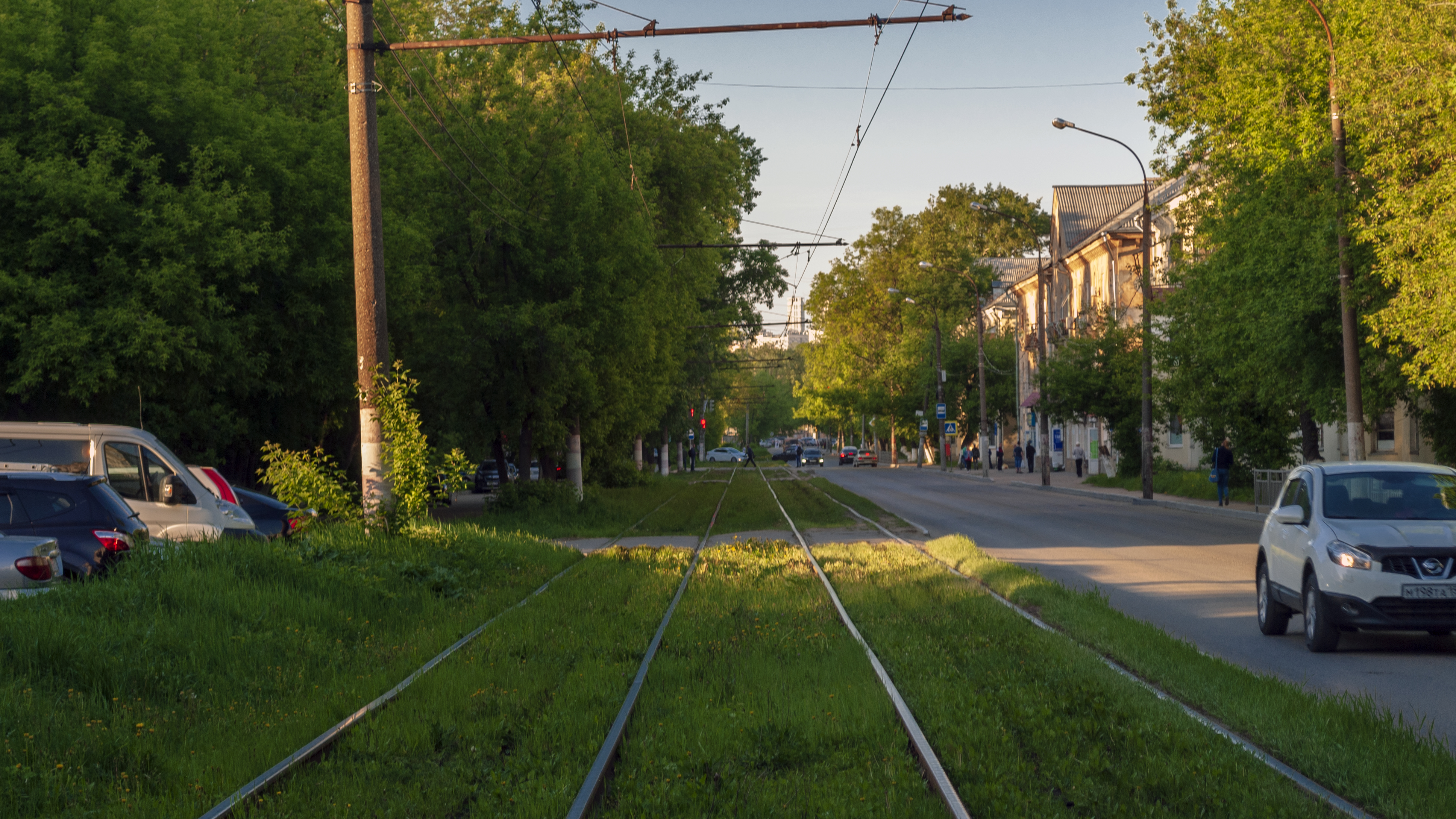
Трамвайна линия
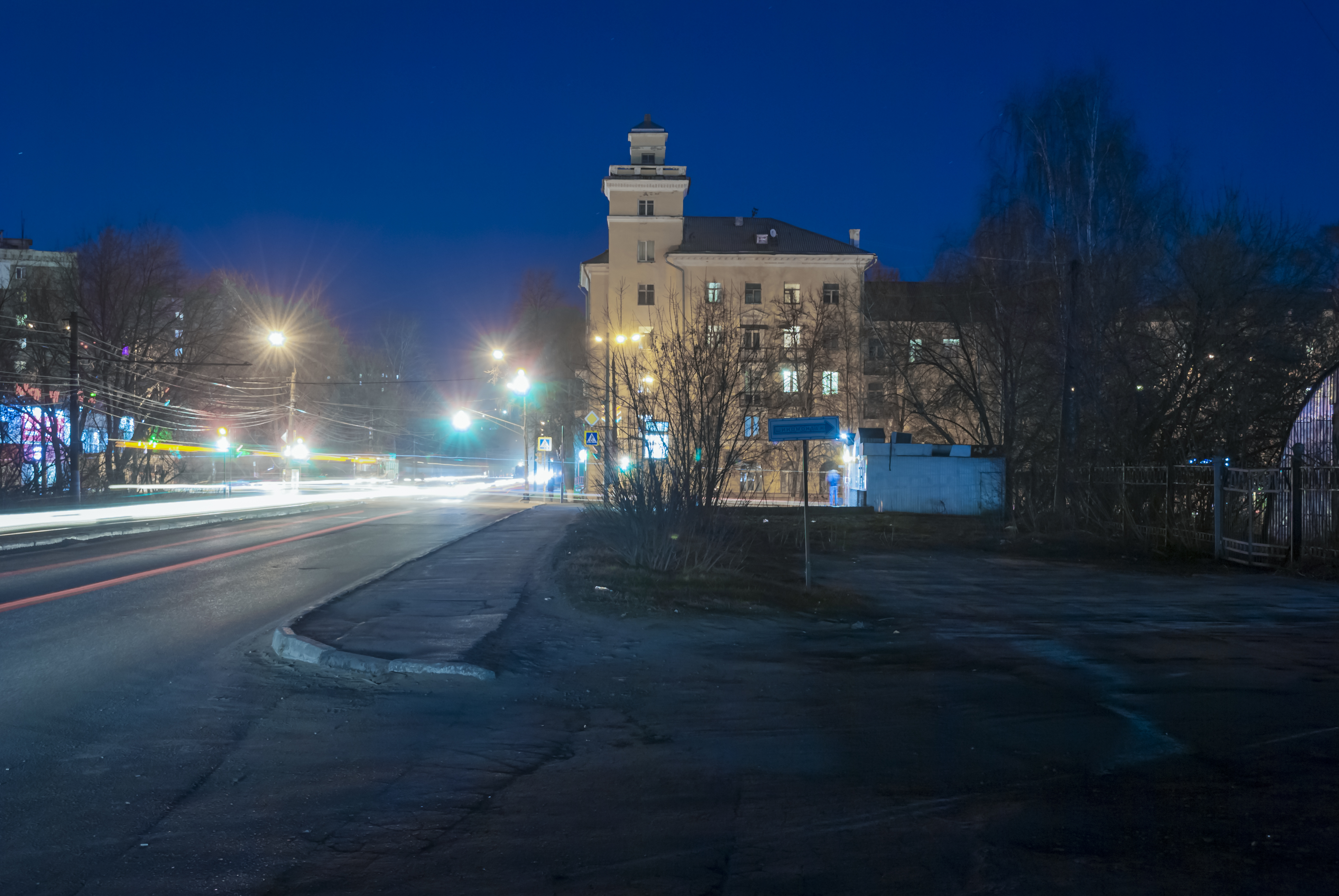
Улица ночью
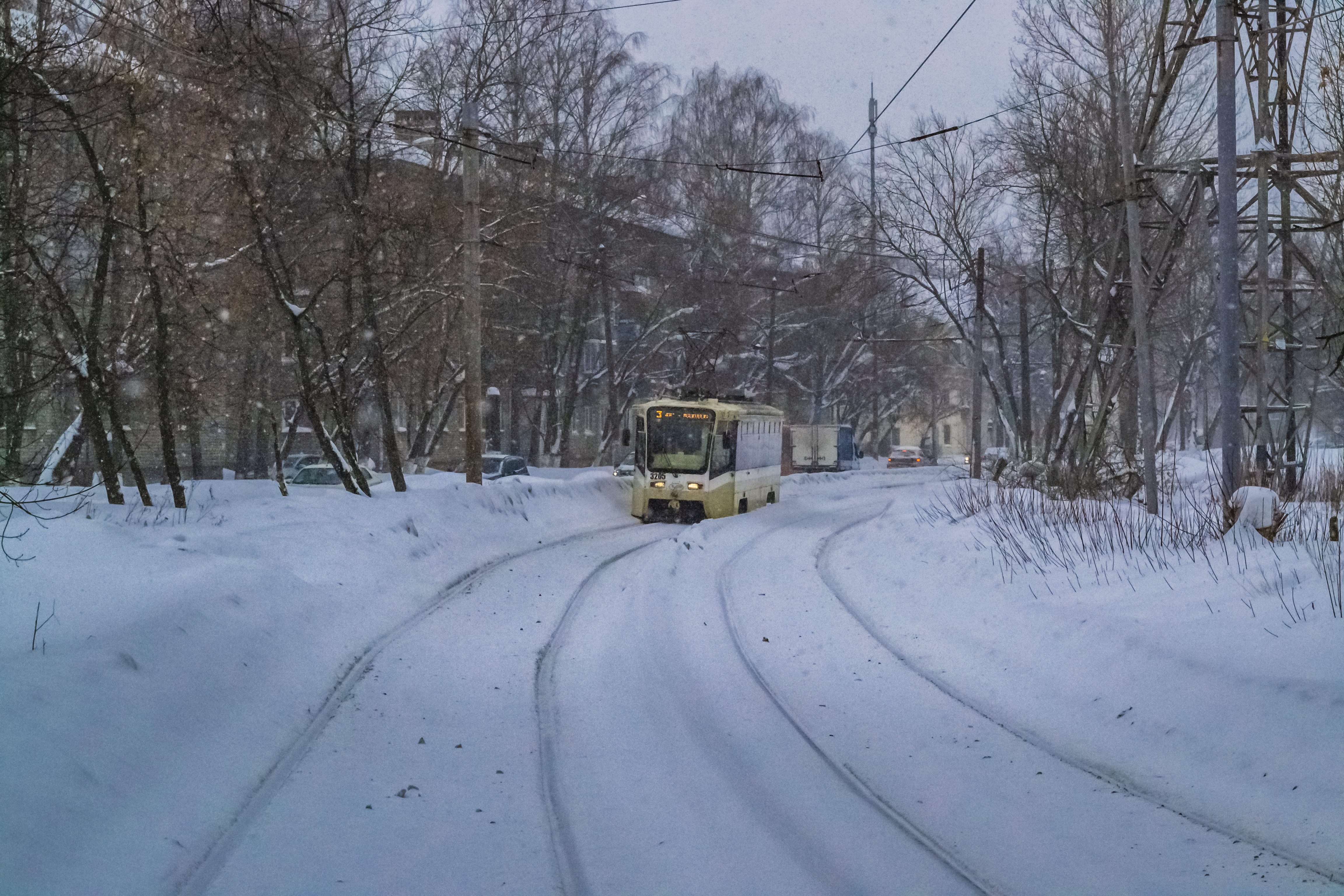
Трамвай зимой на улице
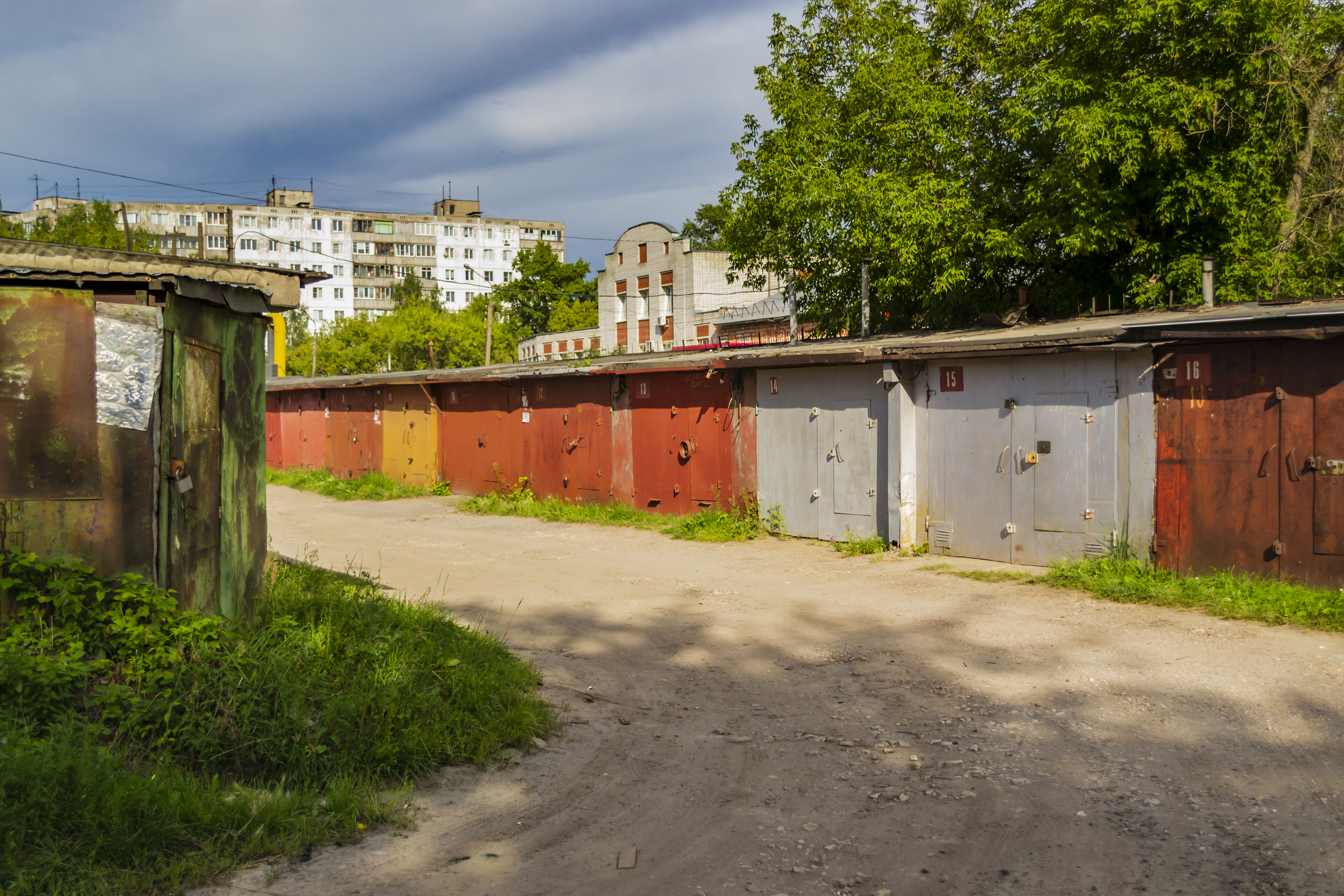
Гаражи на берегу Борзовки и полк ППС полиции
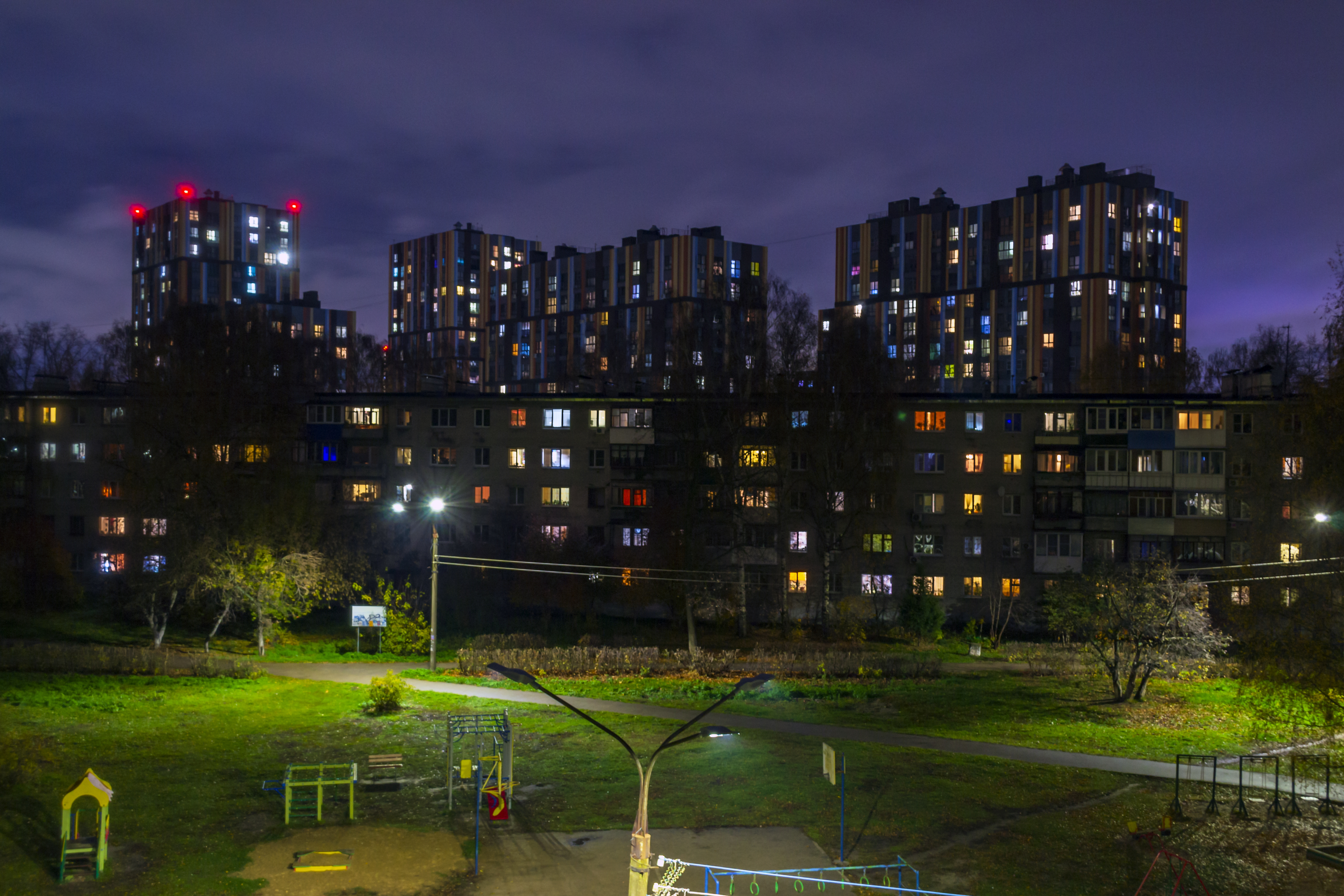
Жилой комплекс «Октава» на месте бывшего стадиона Станкозавода
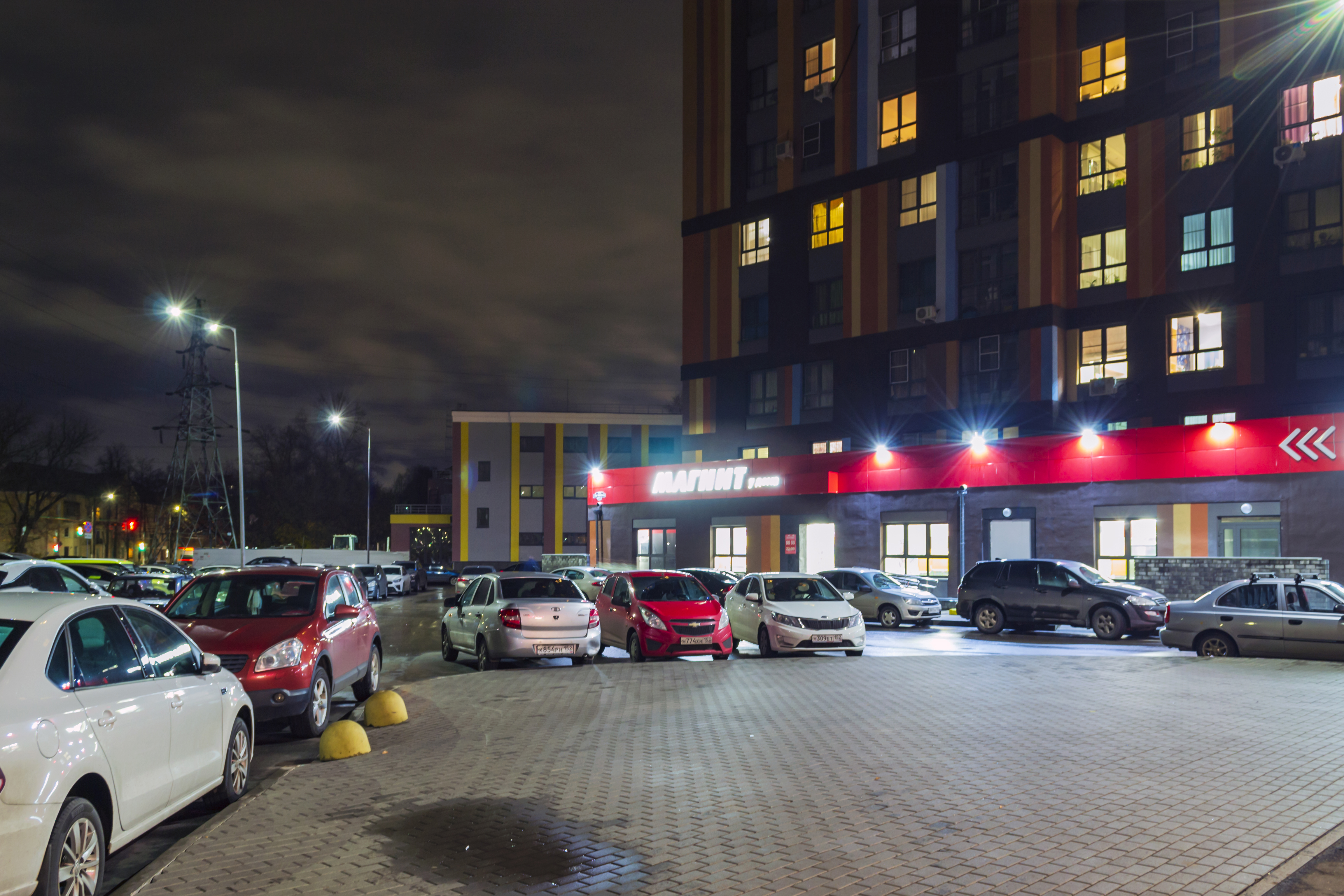
Внутри жилого комплекса «Октава»

## Транспортная развязка
- Двигатель Революции

Автобусы:
- № 20 «Аэропорт — Улица Деловая»
- № 64 «Улица Усилова — Соцгород-2»

Трамвай:
- № 3 «Московский вокзал — Парк „Дубки“»
- № 21 «Чёрный пруд — Парк „Дубки“»